# 667 Denise
667 Denise
667 Denise là một tiểu hành tinh ở vành đai chính. Nó được August Kopff phát hiện ngày 23.7.1908 ở Heidelberg, và được đặt theo tên Denise tên họ của phụ nữ Pháp (cũng có thể do gợi ý của 2 chữ DN (Denise) trong tên tạm của nó)